# Furculești (gmina)
Furculești – gmina w Rumunii, w okręgu Teleorman. Obejmuje miejscowości Furculești, Moșteni, Spătărei i Voievoda. W 2011 roku liczyła 3063 mieszkańców. 